# Арцах
Арца́х (арм. Արցախо файле [ɑɾt͡sʰɑ́χ]), также Малый Сюник, Глубинная Армения, Орхистена — историческая область на территории современного Азербайджана. Примерно соответствует территории исторической области Нагорный Карабах и прилегающих территорий с северо-запада и юго-востока. Вместе с Утиком образует наивосточную часть исторической Армении.
Во II век до н.э. территория Арцаха вошла в состав Великой Армении, став её девятой провинцией. После раздела Армении в 387 году между Ираном и Римской империей Арцах был присоединён к находившейся в вассальных отношениях с Ираном Кавказской Албании, оставаясь при этом под управлением армянских княжеских родов. Область располагалась на территории исторической Восточной Армении.
В X—XVI веках на части территории бывшего Арцаха существовало армянское феодальное княжество Хачен, распавшееся в XVII—XVIII веках на меликства Хамсы, которые в дальнейшем утратили самостоятельность и вошли в состав Карабахского ханства.
В советское время районы с преимущественно армянским населением были объединены в Нагорно-Карабахскую автономную область в составе Азербайджанской ССР. В настоящее время эта территория входит в состав Карабахского экономического района Азербайджанской Республики.

## Население
Автохтонным населением территории Арцаха были племена неиндоевропейского происхождения. Вероятно, раннее население Арцаха также говорило на языке анатолийской группы, близком к хеттскому и лувийскому. В период Ахеменидского владычества (VI—IV вв. до н.э.), по мнению американского арменоведа Роберта Хьюсена, сюда начали заселяться также иранские племена.
Вопрос о времени появления армян в междуречье Куры и Аракса и о начале арменизации этого региона остаётся крайне дискуссионным и политизированным. Согласно энциклопедии «Ираника», миграции армян до берегов реки Куры имели место ещё в VII веке до н. э. Роберт Хьюсен в 1980-е годы, исходя из упоминаний Страбона, считал, что арменизация Арцаха началась во II веке до н. э., когда, предположительно, основатель династии Арташесидов Великой Армении Арташес I завоевал Куро-Аракское междуречье у Мидии Атропатены. Позднее Хьюсен изменил своё мнение, ссылаясь на предположение Бабкена Арутюняна, согласно которому междуречье Куры и Аракса могло входить в состав армянского государства уже при Ервандидах (IV-II вв. до н. э.) (см. также Вопрос о границе Армении и Кавказской Албании). В целом, однако, окончательное решение проблемы требует дополнительных исследований археологических, лингвистических, топонимических материалов I тысячелетия до н. э.

## Исторический очерк

### VIII век до н.э. — II век до н.э. Урарту, Ахеменидская держава, Ервандидская Армения
Бог Халди выступил (в поход) со своим оружием (?), победил он страну Аркукини. Сардури говорит: выступил я (в поход) (и) завоевал страну Аркукини. Дошел (?) я до страны Уртехини.
В урартской клинописной надписи царя Сардури II (VIII в. до н. э.), найденной в селе Цовак (бывш. Загалу), упоминается страна Уртехе или Уртехини, расположенная юго-восточнее Севанского озера. По мнению армянских авторов, данный топоним является прототипом более поздних форм «Орхистена» (греч. Ὀρχιστηνή) и «Арцах» (арм. Արցախ).
На территории Арцаха также в урартский период упоминается страна Пируаини, название которой соответствует имени хетто-лувийского бога Пируа. В клинописной надписи из Сисиана периода правления царя Урарту Аргишти II (VIII—VII вв. до н. э.) упоминается город Амуша, который итальянский урартолог Мирьо Сальвини локализует на месте современного Ханкенди. Согласно Сальвини, надпись показывает продвижение Урарту в направлении к современному Нагорному Карабаху.
В VI в. до н. э. регион был завоёван Мидией, а затем перешёл под власть Ахеменидской державы. По мнению ряда исследователей, с IV в. до н.э. он входил в состав Ервандидской Армении.

### II век до н.э. — 387 год. Великая Армения

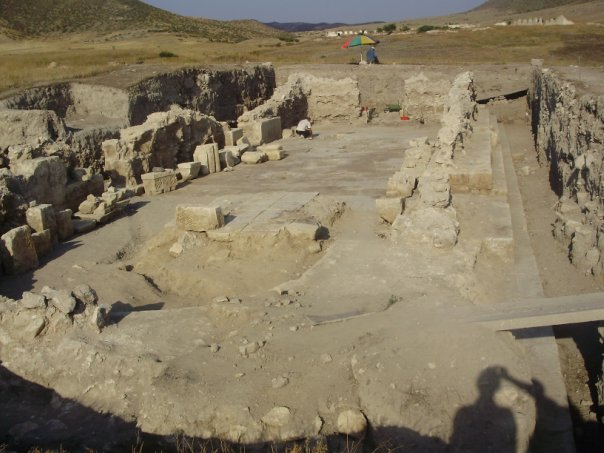
Раскопки в Агдамском районе Азербайджана, отождествляемые с Тигранакертом, построенным в Арцахе в I веке до н. э. царём Великой Армении Тиграном Великим (фрагмент)

Во II в. до н. э. армянский царь Арташес I присоединил к Армении ряд соседних областей, в том числе правобережье Куры. С этого времени до 387 года н. э. Арцах находился в составе Великой Армении, северо-восточная граница которой, по свидетельству ряда греко-римских и древнеармянских историков и географов, проходила по реке Кура. Внук Арташеса Тигран II Великий построил здесь город Тигранакерт — один из четырёх городов того времени, носивших его имя. Армянские археологи отождествляют с Тигранакертом античный и средневековый город, развалины которого обнаружены неподалёку от современного Агдама. Согласно их сообщениям, здесь найдены остатки цитадели, руины христианской базилики V—VI веков. Город существовал c I века до н. э. до XIII—XIV веков.
В I веке до н. э. область Арцах была известна под названием «Орхистене». Страбон характеризовал её как «область Армении, выставляющую наибольшее количество всадников».
В «Армянской географии» VII века Арцах упоминается как 10-я из пятнадцати провинций Великой Армении:

Арцах, рядом с Сюник, имеет 12 областей: 1. Вакуник, 2. Мьюс-Габанд, 3. Бердадзор, 4. Мец-Куанк, 5. Мец-Иранк, 6. Харчланк, 7. Муханк, 8. Пианк, 9. Панцканк, 10. Сисакан-востан, 11. Куста-Парнес, 12. Колт, где добывается мумия (քարախունկ).

Площадь провинции, по современным оценкам, составляла более 10 тыс. км².

### Территория Арцаха после 387 года

Великая Армения в I—IV веках, по карте-вкладышу ко II тому «Всемирной истории» (М., 1956) (Заштрихованы земли Великой Армении, отошедшие от неё к соседним государствам после раздела в 387 году)

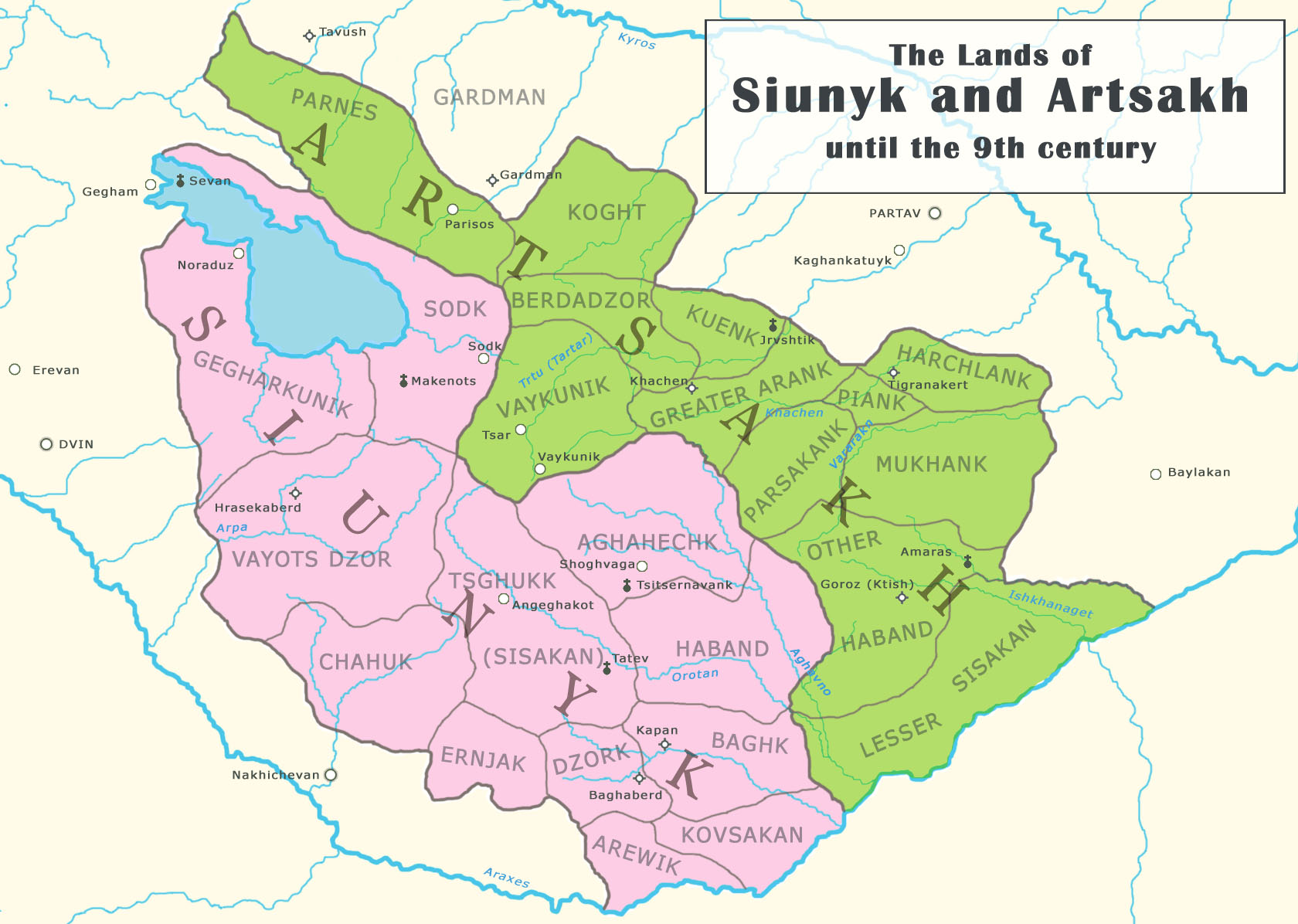
Сюник и Арцах до IX в.

После раздела Великой Армении в 387 году Куро-Аракское междуречье (области Арцах и Утик) отошло от Армении к вассальной от Персии Кавказской Албании (известной как Арран, или Алуанк). Несмотря на присоединение к Албании, здесь сохранилось армянское влияние, а процветавшая с V века христианская культура являлась по существу армянской.
Полиэтническое Албанское царство было уничтожено арабами в 705 году. По крайней мере до XIII века территория, которую прежде занимала Кавказская Албания, продолжала именоваться Арраном.
В IX веке на территории бывшего Арцаха образовалось армянское княжество Хачен. После утраты единого армянского государства княжество Хачен стало центром армянской политической самостоятельности, сохраняя по меньшей мере автономию при монгольском, туркоманском и сефевидском владычестве. Здесь сохранялись армянские культурные традиции. Так, американский историк П. Коу отмечает, что в средние века здесь развивалась школа армянской миниатюры, которая сохраняла преемственность с прошлыми традициями. Британский учёный Э. Редгейт из Ньюкаслского университета отмечает, что под патронажем правящих династий развивалась также армянская архитектура.
Начиная с XIV века, с укоренением в Восточном Закавказье тюркских кочевников, вся южная часть Аррана — обширная территория от равнин до гор в междуречье Куры и Аракса — стала именоваться Карабахом.
В XVI—XVII веках Хаченское княжество распалось на пять небольших владений — армянских меликств Хамсы, которые позднее, утратив самостоятельность, вошли в состав новообразованного Карабахского ханства. С начала XVIII века Нагорный Карабах стал одним из центров национально-освободительной борьбы армянского народа.

## Использование термина Арцах по отношению к Нагорному Карабаху
Название «Арцах» применительно к Нагорному Карабаху появилось в политическом лексиконе в конце 1980-х годов, с зарождением на территории Нагорно-Карабахской автономной области и Армянской ССР массового общественного движения за присоединение НКАО к Армении. После распада СССР и образования самостоятельных национальных государств, часть территории бывшей исторической области Арцах с начала 1990-х годов и до 2023 года, де-юре оставаясь в составе международно признанной территории Азербайджана, фактически контролировалась непризнанной Нагорно-Карабахской республикой, по конституции которой названия Нагорно-Карабахская Республика и Республика Арцах были тождественны. В 2023 году Азербайджан полностью восстановил контроль над этой территорией.